# 巴沙姆 (阿拉巴馬州)
巴沙姆（英語：Basham）是一個位於美國阿拉巴馬州摩根縣的非建制地區。該地的面積和人口皆未知。

## 地理
巴沙姆的座標為34°30′53″N 87°01′05″W / 34.51472°N 87.01806°W，而該地的平均海拔高度為227米（即745英尺）。